# Péfkos (Skýros)
Péfkos (grec moderne : Πεύκος) est un village du dème de Skýros, sur l'île du même nom, dans les Sporades en Grèce.
Selon le recensement de 2011, la population du village s'élève à 24 habitants.